# پشت‌آبی فیلیپینی
پشت‌آبی فیلیپینی (نام علمی: Irena cyanogastra) نام یک گونه از سرده پشت‌آبی است.